# Ряса (река)
Ряса (Московая Ряса) — река в России, протекает по Чаплыгинскому району Липецкой области. Правый приток реки Становая Ряса.

## География
Река Ряса берёт начало у села Дуровщино. Течёт на юг по открытой местности. Устье реки находится у северо-восточной окраины города Чаплыгина в 45 км по правому берегу реки Становая Ряса. Длина реки составляет 35 км, площадь водосборного бассейна — 283 км².

## Данные водного реестра
По данным государственного водного реестра России относится к Донскому бассейновому округу, водохозяйственный участок реки — Воронеж от истока до города Липецк, без реки Матыра, речной подбассейн реки — бассейны притоков Дона до впадения Хопра. Речной бассейн реки — Дон (российская часть бассейна).
Код объекта в государственном водном реестре — 05010100512107000002658.